# Пам'ятник революції (Козара)
Пам'ятник революції (сербохорв. Spomenik Revoluciji) — меморіальна скульптура пам'яті полеглим у Другій світовій війні скульптора Душана Джамоньї, розташована на Мраковіці, одній з найвищих вершин гори Козара в Боснія і Герцеговина. Він приурочений 2500 югославським партизанам та 68500 переважно сербським цивільним жителям, убитим або депортованим до концтаборів Усташі під час німецько — усташо — угорського козарського наступу з червня по липень 1942 року.
Ініціатива з встановлення пам'ятника розпочалася в 1969 році. Душан Джамонья отримав першу премію за свій проект. Будівництво пам'ятника було завершене в 1972 році.

## Опис пам'ятника
Пам'ятник циліндричної форми, складається з двадцяти вертикальних сегментів, кожен з яких характеризується глибоко встановленими бетонними стовпами (позитиви) та западини (негативи). Негативи символізують смерть, позитиви — перемогу та життя. Горизонтально розташовані бетонні блоки символізують ворожі сили, які намагаються знищити життя і перемогу, але не мають успіху.
Інші частини меморіального комплексу включають музей та меморіальну стіну з іменами 9 921 югославських партизанів, загиблих у боях на Козарі під час Другої світової війни в Югославії .